# The American Magazine
The American Magazine est un magazine américain publié de 1906 à 1956.

## Histoire
The American Magazine est un magazine américain fondé en juin 1906, continuation de publications achetées quelques années plus tôt par Miriam Leslie. Le magazine original, Frank Leslie's Popular Monthly, est publié en 1876 et a été rebaptisé Leslie's Monthly Magazine en 1904, puis  rebaptisé de nouveau Leslie's Magazine en 1905. De septembre 1905 à mai 1906, il devient The American Illustrated Magazine, par la suite raccourci en The American Magazine jusqu'à la fin de la publication en 1956.
En juin 1906, les journalistes Ray Stannard Baker, Lincoln Steffens et Ida M. Tarbell ont quitté le McClure's Magazine pour aider à la création de l'American Magazine. Baker écrivait des articles sous le pseudonyme de David Grayson. Avec John Sanborn Phillips, rédacteur jusqu'à 1915, le magazine a abandonné son style « révélation de scandales » et s'est concentré sur des histoires à dimension humaine, des questions sociales et la fiction. Initialement publié par la Phillips Publishing Company  de Springfield (Ohio), il a été repris plus tard par la Crowell Publishing Company, qui a fusionné avec la Collier Publishing Company, renommée en 1939 Crowell-Collier Publishing Company. L'American Magazine a été publié par la Crowell-Collier jusqu'à sa disparition en 1956.

## Auteurs publiés
- Agatha Christie
- Arthur Conan Doyle
- F. Scott Fitzgerald
- Graham Greene
- Dashiell Hammett
- Jack London
- P. G. Wodehouse

### Sources
- (en) Cet article est partiellement ou en totalité issu de l’article de Wikipédia en anglais intitulé « The American Magazine » (voir la liste des auteurs).